# ديانا ساينز
ديانا ساينز (بالإسبانية: Diana Saenz)‏ (15 أبريل 1989 بفاسكيس دي كورونادو في كوستاريكا - ) هي مدربة كرة قدم ولاعبة كرة قدم كوستاريكية في مركز الدفاع، شاركت في دورة الألعاب الأمريكية 2015. وشاركت مع منتخب كوستاريكا الوطني لكرة القدم للنساء.

## وصلات خارجية
- ديانا ساينز على موقع الاتحاد الدولي (مؤرشف)  (الإنجليزية)
- ديانا ساينز على موقع الاتحاد الأوربي (الإنجليزية)
- ديانا ساينز على موقع قاعدة بيانات كرة القدم.إي يو (الإنجليزية)
- ديانا ساينز على موقع Soccerway.com (الإنجليزية)